# Arthur van Gehuchten

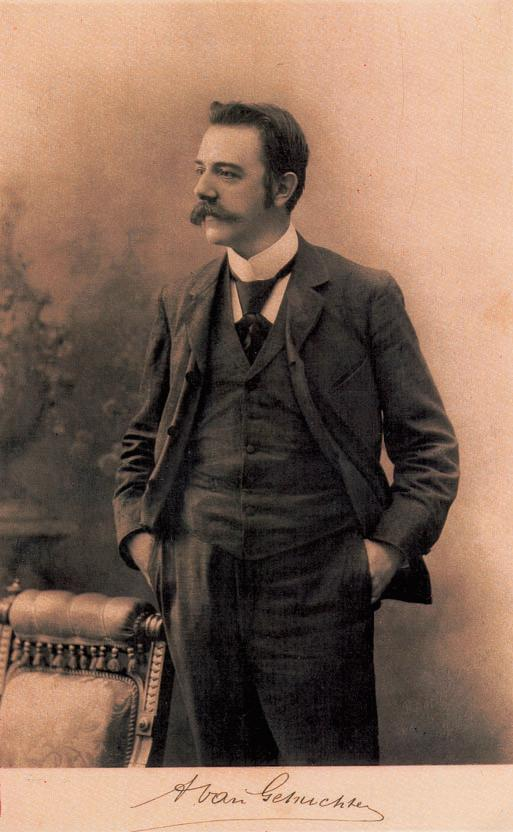
Arthur van Gehuchten, Porträt von Adolf Eckstein (1908)

Arthur van Gehuchten (* 20. April 1861 in Antwerpen; † 9. Dezember 1914 in Cambridge, Vereinigtes Königreich) war ein belgischer Neurologe und Anatom und der erste Professor für Neurologie in Belgien. Er ist vor allem für seine Beiträge zur Neurotheorie und seine bahnbrechenden Versuche bekannt, die Kinematographie in der Lehre der Neurologie einzusetzen.

## Leben
Van Gehuchten studierte Medizin an der Katholischen Universität Leuven. Er war ein Schüler von Jean Baptiste Carnoy. Im Jahr 1887 wurde er Doktor der Naturwissenschaften. Van Gehuchten setzte sein Studium der Medizin bei Carl Weigert und Ludwig Edinger fort und wurde 1892 in Löwen zum Doktor der Medizin promoviert. 1896 gehörte er zu den Mitbegründern der Belgischen Neurologischen Gesellschaft. Er gründete 1900 die neurologische Zeitschrift Le Névraxe. Im Jahr 1908 wurde für ihn ein Lehrstuhl für Neurologie eingerichtet, der erste in Belgien.
Bei den deutschen Luftangriffen zu Beginn des Ersten Weltkriegs wurden van Gehuchtens Haus, seine Bibliothek, sein Archiv und sein Labor zerstört. Daraufhin ging er nach Großbritannien und lehrte Biologie an der Universität Cambridge. Im Dezember 1914 starb er plötzlich an einem Herzinfarkt, den er kurz nach der Operation einer Darmtorsion erlitt.
Posthume Erinnerungen wurden von mehreren Medizinern verfasst, darunter Ariëns Kappers. Sein Sohn Paul van Gehuchten, ebenfalls Neurologe, veröffentlichte eine biographische Skizze über seinen Vater.

## Wissenschaft
Van Gehuchten führte eine Methode zur Fixierung histologischer Präparate ein, indem er diese mit einer Lösung aus 10 Teilen Eisessig, 30 Teilen Chloroform und 60 Teilen Alkohol behandelte (Van-Gehuchten-Methode). Zusammen mit seinem Schüler Charles Nelis beschrieb er die für die Tollwut pathognomonischen Veränderungen der Nervenganglien im Verlauf der Krankheit.
Er war 1898 der Erste, der den Begriff Babinski-Zeichen einführte.
Ab 1905 verwendete er in der Lehre der Neurologie Filme, die er von neurologischen Patienten drehte. Die von van Gehuchten und seinen Kollegen gedrehten 35-mm-Filme werden noch heute in der Königlichen Belgischen Kinemathek (Cinémathèque Royal de Belgique) aufbewahrt und sind damit die ältesten noch erhaltenen Filme, die in Belgien gedreht wurden.

## Werke (Auswahl)

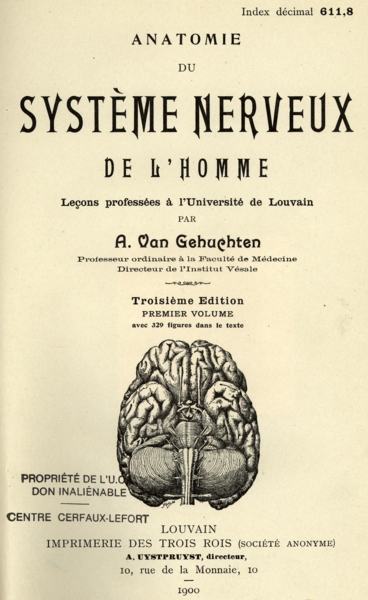
Titelseite des Werks Anatomie du Système Nerveux de l’homme (1900)

- L’Anatomie du système nerveux de l’homme. Löwen 1893.
- Contribution à l’étude du faisceau pyramidal. Löwen 1896.
- Structure du télencéphale: centres de projection et centres d’association. Polleunis & Ceuterick, Löwen 1897.
- Cours d’anatomie humain systématique. Bde. I-III, Löwen 1906–09.
- Les centres nerveaux cérébro-spinaux. Uystpruyst-Dieudonné, Löwen 1908.
- Het zenuwgestel. Kennes & Kennes, Antwerpen 1908.
- La radicotomie postérieure dans les affections nerveuses spasmodiques. Uystpruyst-Dieudonné, Löwen 1910.
- Coup de couteau dans la moelle lombaire. Essai de physiologie pathologique. In: Le Névraxe. Jg. 9. Löwen 1907, S. 208–232.
- Le mouvement pendulaire ou réflexe pendulaire de la jambe. Contribution à l’étude des réflexes tendineux. In: Le Névraxe. Jg. 10. Löwen 1908, S. 263–266.
- Over myopatische ziekten. Voordracht met kinematographische lichtbeelden. In: Handelingen van het XIVe Vlaams Natuur- en Geneeskundig Congres. Antwerpen 1910, S. 1–8.
- La radicotomie postérieure dans les affections nerveuses spasmodiques. In: Bulletin de l'Académie Royale de Médecine de Belgique. Brüssel 1910, S. 1–43.
- Het doorsnijden der achterste ruggemergwortels als behandeling van zekere vormen van spastische paraplegie (met kinematographische lichbeelden). In: Handelingen van het XVIe Vlaamsch Natuur- en Geneeskundig Congres. Löwen 1913, S. 422–443.